# Conseil en image
 (décembre 2013).
 (mai 2014).
Si vous disposez d'ouvrages ou d'articles de référence ou si vous connaissez des sites web de qualité traitant du thème abordé ici, merci de compléter l'article en donnant les références utiles à sa vérifiabilité et en les liant à la section « Notes et références ».
Le conseil en image, appelé Image Consultant dans les pays anglo-saxons, a pour but de valoriser le capital image d'un individu ou d'une entreprise en fonction de sa personnalité ou de son image de marque. 
Il se fonde principalement sur des techniques colorimétriques, morphologiques, vestimentaires, de communication verbale et non verbale, et d'esthétique (visuelle). À la différence du relooking terme franglais (correspondant à makeover en anglais) ayant pour but de changer ou transformer une image en fonction d'un événement, d'une tendance ou d'un ressenti.

## Historique
La naissance.  
- Il y a 60 000 ans environ, le refroidissement du climat obligea les hommes à protéger leur corps du froid.
Les vêtements de cuir et de fourrure furent les premiers apparats de l’homme. Le vêtement fait son apparition dans un but pratique mais il en résulte que les peaux portées conféraient à celui qui les portait la force de la bête. L’homme qui possédait des étoffes de bêtes féroces revenait à être un chasseur et un membre important du clan.
- 3000 av. J.-C.    Dans l’Égypte antique, les scribes forment la classe supérieure, désignée sous le nom de « caste au pagne blanc » en référence aux vêtements de lin blanc qu'ils portaient pour indiquer leur rang. Améliorer son apparence relevait aussi d'un sens spirituel et sacré, il fallait entretenir son corps et bien le conserver.La matière précieuse et solide dévoile la puissance de cette caste fondamentale en Égypte. Le blanc interprétait la sagesse et la connaissance de ses hommes.
- 500 av. J.-C. Déjà 500 av. J.-C., Confucius (personnage historique ayant le plus marqué la civilisation chinoise, est considéré comme le premier « éducateur » de la Chine) avait perçu l’importance du paraître dans la perception de l’être. « Une image vaut mille mots »
- VIe siècle av. J.-C., Dès le VIe siècle av. J.-C., la nécessité de véhiculer son « image de marque » fait son apparition. Crésus, roi de Lydie, impose la frappe de symboles sur les pièces de monnaie, il y fit apposer un lion et un taureau qui symbolisaient la force et le pouvoir. Déjà nous pouvions voir les prémices du logotype.
- MOYEN ÂGE, Au moyen âge la couleur hiérarchise, signale, oppose et classe. La couleur et les tissus se destinent à certaines classes sociales. Elle est déjà le reflet de l’identité.
Dès la période gothique en France on rencontre le "Consultant en Image" nommé à l'époque  "Conseiller de bonne manière et de mode". Dès la Renaissance sous Catherine de Médicis l’histoire raconte qu’elle donnait des explications sur des couleurs à éviter ou à préférer durant des échanges importants, pour garantir succès à la France, elle-même toujours habillée de la tête aux pieds en noir, a su s'imposer comme la Reine veuve de la France, et à maitriser son image jusqu’à la fin.
Michel-Eugène Chevreul (1786-1889) pourrait par définition, être le premier consultant en image. Il est le directeur de l’entreprise célèbre des Gobelins et fait alors une curieuse découverte. En 1839, il publie les résultats de ses recherches méticuleuses et approfondies, dans un volumineux ouvrage intitulé : De la loi de Contraste Simultané des Couleurs. Chevreul alors passionné par les couleurs, consacre un chapitre entier à sa théorie et fait des recherches approfondies sur les vêtements en corrélation avec l’Homme (yeux, peau et cheveux). Il conclut par : « toutes les couleurs portées directement au visage influent sur la couleur de notre peau ».
En 1700, Madame de Pompadour, jeune femme très intelligente, reçoit une éducation sur l’art et les lettres, très en avance pour l’époque et surtout pour une femme. Elle devient la favorite du roi Louis XV et peut ainsi prétendre à marquer son territoire en termes de mode et d’image. Pour ce faire, elle s’aperçoit que les années passent et que le roi s’intéresse de moins en moins à elle, elle crée alors la garde rapprochée de femmes qui vivaient au Parc-aux-cerf, actuel Versailles. Ces jeunes femmes étaient conseillées sur leur robe, leur coiffure et leur couleur, pour satisfaire le roi, et ainsi garder une mainmise sur celui-ci. La plus connue fut Anne Couppier de Romans.
Il faut attendre Marie-Antoinette et sa conseillère de mode Rose Bertin alors sacrée Ministre de la Mode. Elle conseillera les femmes dans son magasin Le Grand Mogol rue Saint-Honoré.
En 1870, l’incertitude face à l’harmonie des tons dans les vêtements entraîna l’apparition de nombreux conseillers de mode dans la haute bourgeoisie française. Lesquels expliquaient comment marier les couleurs, selon qu’on était blonde, brune ou rousse, qu’on avait le teint pâle, vif ou mat, les yeux expressifs ou languides… Ces Conseillers de mode officiaient dans les grands magasins (par exemple, les Galeries Lafayette).
C’est en 1920-1930, que les États-Unis introduisent dans les Universités le concept de l’étude des couleurs pour « changer » ou « améliorer » une personne. Deux artistes allemands et professeurs d'art qui ont exposé sur les principes du contraste simultané énoncés par Chevreul ont été Johannes Itten (1888-1967) et Josef Albers (1888-1976). Itten publie L'Art de la couleur en 1961 et Albers publie Interaction of Color en 1963. Le cercle chromatique de Johannes Itten est une tentative de rationaliser la couleur et de permettre son utilisation dans un but esthétique et fonctionnel et non pas scientifique visant à former un nouvel artisanat industriel. D'autres artistes, avant lui et après lui, en ont fait : le cercle chromatique étant une simple convention de travail. Quelques ouvrages publiés à la fin de sa vie révèlent l'extrême richesse de ses théories artistiques (sur la couleur, la forme, les correspondances psychologiques et symboliques des couleurs et des sons) et pédagogiques : Approche subjective et description objective de l'art, Paris, Dessain & Tolra, 1971, et Mon cours préliminaire au Bauhaus, Théorie de la mise en forme et des formes, Ravensburg, O. Maier, 1963.
La France et l’Europe entière vivent la Seconde Guerre mondiale. En 1941 est fondée, aux États-Unis, la société : The Color Key Corporation of America, où sont repris les principes de base de la couleur appliqués à la fabrication des tissus et des vêtements, des produits de cosmétologie, à la peinture et au design intérieur. La méthode Color Key divise les couleurs en chaudes ou froides. Ainsi nait la base même de la profession de Consultant en Image aux États-Unis.  
C'est en 1942 que Suzanne Caygill alors styliste californienne va créer les différentes techniques colorimétriques et découvrira que les saisons sont égales aux personnalités des gens. Elle créera la méthode des quatre saisons, des huit saisons puis des douze saisons. Longtemps gardées en secret ces techniques se verront dévoilées dans son livre Color, the Essence of You. Suzanne Caygill formera quelques femmes dont Carole Jackson et Carlas Mathis.
Carol Jackson inventera le Color Me Beautiful, concept qui galvaudera les techniques dans un unique but de les simplifier et de parler à un large public, et Carlas Mathis suivra la lignée de Suzanne Caygill formant des consultantes en image aux techniques délicates des saisons et de la peinture. Ces deux femmes diviseront sans le savoir le monde du Conseil en Image.
En France, c'est en 1984 que sort le premier livre sur le sujet Vivre avec ses couleurs, (Ed. Jacques Grancher). Les auteurs, Brigitte Gautier et Dominique Andrade, ont été formées au Color Me Beautiful concept et racontent leur expérience sur le sujet. Suivront La Couleur Autrement de Brigitte Gautier, Ed. Jacques Grancher en 1992. “Formes et couleurs” De Brigitte Gautier et Claude Juillard, Ed Solar en 1999 puis « Un coach pour un nouveau look », Ed. Solar en 2009. 
En 1983, L'AIC (The Association of Image Consultants) et L'AFIC (the Association of Fashion & Image Consultants), s’associent et créent L’AICI Association Of Image Consultants International. Brenda York a commencé avec Association of Fashion & Image Consultants (AFIC) à Washington DC. Alyce Klussman et Jean De Forest ont élaboré un vaste programme de certification sur la profession, d'abord offerte aux membres en 1987. Puis ils créent une convention annuelle dès 1987. 
En 1993, L’AICI, Organisation Internationale crée des « chapter » dans le monde, puis en 1995 elle s’ouvre à l’Europe (Suisse). 
En l'an 2000 des écoles de conseiller en image, relooking, coach en image voient le jour et créent la confusion sur les termes, les techniques et le métier. En 2008, les premières écoles sont certifiées par l’État Français, permettant ainsi d'harmoniser le métier comme : la Institut de Relooking International (IDRI Paris - première école ayant délivré le titre de Conseiller(ère) en Image reconnu par l'Etat), l'École Jaelys, en sont les premières, rapidement suivi par d'autres écoles plus recentes.
En 2009, la Fédération (FFMCEI)  et le 1er Syndicat National Professionnel (SNPMCEI) voient le jour, ils fusionneront en 2012. 
En 2013, le  Syndicat National des Consultants en Image et Communication Personnelles de l'Individu SNCICPI  afin de réglementer et informer les techniques  du métier et les réglementations à instaurer (tarifications - services - différentes techniques clientèles - informations aux clients).

## Étymologie
Contrairement à une croyance répandue[Qui ?], le mot relooking n'a jamais été employé dans la langue anglaise. Le terme employé en anglais est make-over.

## Différence entre conseil en image personnelle et relooking
Bien qu'employé souvent indifféremment l'un pour l'autre, les deux termes désignent initialement deux activités différentes.  Le relooking s'apparenterait plus à un avant/après, ponctuel, avec une équipe assez nombreuse (coiffeur, coloriste, maquilleur, styliste, photographe, coach gym, etc.), tel qu'il est souvent présenté dans les médias. Le but est de bluffer les spectateurs par une transformation spectaculaire. À l'inverse, lors d'un conseil en image un travail sur les personnalités et la communication verbale et non verbale de l'individu est pris en compte. Une évolution du capital image par le biais de techniques spécifiques demandera du temps et de l'écoute. Les conseillers en image travailleront sur tous les domaines liés à une Image optimale personnelle ou professionnelle en passant étape par étape : la posture, le corps, les couleurs, le style, la mode, l'esthétique, morphologie /silhouette, la parole.